# Quinault (popolo)
I Quinault sono un popolo amerindo che parlava una lingua Salish, originari dell'ovest dell'attuale stato di Washington, negli Stati Uniti. Attualmente la tribù vive in una riserva a nord-ovest della Penisola Olimpica, non lontano dall'oceano Pacifico.

## Lingua
La lingua quinault, apparteneva alla famiglia linguistica Salish, ramo Tsamosan, Maritime, ma si è estinta poco dopo il 1980, a causa di una deriva linguistica verso l'inglese.

## Riserva
La riserve indiana "Quinault Indian Nation", si estende sulle contee di Grays Harbor e di Jefferson, e copre una superficie di 842 km², con circa 35 Km di costa pacifica, ed ospita una popolazione di 1 370 abitanti (censimento 2000).
Il 70% della popolazione abita nella località di Taholah, vicino alla foce del fiume Quinault.
Questa riserva venne data loro in seguito alla firma di un trattato di pace, nel 1856.